# Марсилска катедрала
Марсилската катедрала или Катедрала „Сент Мари дьо ла Мажор“ (на френски: Cathédrale Sainte-Marie-Majeure de Marseille или Cathédrale de la Major) е католическа катедрала в Марсилия, Франция. Състои се от две разположени една до друга църкви.
По-новата от двете църкви е проектирана от архитектите Водуайе и Есперандьо и нейното строителство започва през 1852 г. Сградата е в неовизантийски стил и в нея са вложени калисански камък, флорентински мрамор, оникс и др. Тя е отрупана богато и с венециански мозайки. 
Впечатляващи са и размерите на катедралата. Централният неф е широк 20 м и е дълъг 142 м. Диаметърът на купола е 17,70 м.
Непосредствено до тази впечатляваща катедрала е най-старата църква в Марсилия - Дьо Ла Мажор. Тя е в романски стил. Разграбвана е многократно през вековете и отново е възстановявана.